# Rembt Tobias Hugo Pieter Liebrecht Alexander van Boneval Faure
Rembt Tobias Hugo Pieter Liebrecht Alexander van Boneval Faure (Groningen, 25 januari 1826 - Putten, 19 augustus 1909) was een Nederlands rechtsgeleerde en politicus. Hij was als hoogleraar en rector magnificus verbonden aan de Universiteit Leiden en nam als oud-liberaal zitting in de Eerste Kamer der Staten-Generaal.

## Biografie
Van Boneval Faure werd geboren op 25 januari 1826 te Groningen als zoon van Willem Jan van Boneval Faur en Wilhelmina Jacoba Elisabeth Wichers. Hij doorliep het gymnasium in zijn geboortestad. In 1841 werd hij ingeschreven als rechtenstudent aan de Rijksuniversiteit Groningen. In 1848 promoveerde hij aldaar op een proefschrift over het verjaringsrecht. In de twee jaar na zijn promotie publiceerde hij onder leiding van Antonius Modderman diverse juridische opstellen en was hij tevens werkzaam als advocaat. In 1850 kreeg hij een baan als adjunct-commies bij het ministerie van financiën aangeboden. Hij klom in 1853 op tot referendaris, een functie die hij tot en met 1856 vervulde.
Hij werd in 1856 benoemd tot buitengewoon hoogleraar burgerlijk recht, handelsrecht en burgerlijke rechtsvordering aan de Rijksuniversiteit Groningen. Hij vervulde deze functie tot en met 1858. Dat jaar maakte hij namelijk de overstap naar de Universiteit Leiden waar hem een gewoon hoogleraarschap werd toebedeeld met als bijbehorende leeropdracht het hedendaags burgerlijk recht en het burgerlijk procesrecht. Zijn aanstelling en die van Joël Emanuel Goudsmit zorgde ervoor dat het Romeins recht en het hedendaags recht door studenten los van elkaar bestudeerd konden worden in Leiden. Gedurende het collegejaar 1865-1866 vervulde hij de functie van rector magnificus. Het jaar erna werd hij lid van de staatscommissie herziening wetgeving op de eigendomsoverdracht van onroerende goederen, het hypotheekstelsel en notariaat. Hij bleef tot en met 1870 aan deze staatscommissie. In 1886 werd hij lid van de Koninklijke Nederlandse Akademie van Wetenschappen. Van 1880 tot 1886 was hij nogmaals lid van een staatscommissie, dit maal van de staatscommissie tot herziening van het burgerlijk wetboek. In 1892 legde hij zijn ambt als hoogleraar neer. Hij meende onder andere dat een jongere vakgenoot met meer moed en kracht meer invloed op studenten zou hebben en miste hij soms de opgewektheid. Nadien hield hij zich bezig met het schrijven van het werk Het Nederlands Burgerlijk Procesrecht.
Na zijn academische carrière begon hij aan een carrière in de politiek. In 1894 werd hij als oud-liberaal lid van de Eerste Kamer der Staten-Generaal. Noemenswaardig is dat hij in 1900 tegen de Ongevallenwet en in 1901 tegen de Woningwet stemde. In 1904 was hij een van de belangrijkste tegenstanders van de onderwijswet van Abraham Kuyper. Datzelfde jaar stopte hij als Kamerlid.
In 1909 kwam hij te Putten te overlijden.
Onder zijn promoti bevonden zich onder anderen de bekende rechtsgeleerden Gerard Anton van Hamel, Willem Molengraaff en Johannes Houwing.

## Publicaties (selectie)
- Oratio de usu regulae Celsi: scire leges non hoc est verba earum tenere sed vim ac potestatem in interpretandis legum imprimis civilium codicibus. 1859
- Oratio de iis quae academiae Lugduno-Bat. anno 1865-66 acciderunt. Leiden 1866
- Het burgerlijk wetboek: handleiding bij het college Leiden 1872
- Het summier proces in verband met de voorgestelde wijzigingen in het Wetboek van burg. rechtsvord. Haarlem 1877
- Burgerlijk recht en zedelijkheid. 1883
- Levensschets van Mr. B. D. H. Tellegen. 1885
- Het nederlandsche burgerlijk procesrecht. Leiden, 1893-1899; 2.
- Johan Theodoor Buys met zijne leerlingen herdacht, toespraak. Leiden 1893,
- Adviezen over burgerlijke rechtsvord. voorgedragen in de vergadering van de Eerste Kamer der St. Gen. In 1896, met voorr. en aant. Leiden 1896
- Bedenkingen tegen den omvang van de mogelijkheid van ontzetting uit het ouderlijk gezag. 1898
- Rede over de Hooger Onderwijswet, uitgesproken in de op 12 Juli 1904 gehouden vergadering van de 1e Kamer der St. Gen. Amsterdam 1904

- Biografisch Portaal: 37234578
- Digitale Bibliotheek voor de Nederlandse Letteren: bone001
- Gemeinsame Normdatei: 10213071X
- International Standard Name Identifier: 0000 0000 7999 8870
- Library of Congress Control Number: no2006052296
- Nederlandse Thesaurus van Auteursnamen: 06932865X
- Parlement.com: vg09lkyg0gzh
- Virtual International Authority File: 64389521
- WorldCat: E39PBJrm9rMwv8TG4qQ6rXwjYP